# Línea 42A (Movibus)
La línea 42A de la red de autobuses interurbanos de la Región de Murcia (Movibus) une Cartagena con La Unión.

## Características
Esta línea une Cartagena con La Unión, recorriendo la N-332 en su trayecto. Algunas expediciones se adentran en la localidad de Alumbres.
Tiene circuito neutralizado en La Unión (Calle Mayor > Casas del Sindicato > Calle Real > Carrera de Irún).
Desde el 3 de diciembre de 2021, con la entrada en vigor de la primera fase de Movibus, la línea es gestionada por la Consejería de Fomento e Infraestructuras de la Región de Murcia.
Hasta diciembre de 2023, su denominación estaba integrada en la red urbana, teniendo el número 10. A partir de esa fecha, adopta su numeración correspondiente a la red de Movibus, pasando a ser la línea 42A.
La línea no mantiene los mismos horarios todo el año, del 1 al 31 de agosto se reducen el número de expediciones, además de los días excepcionales vísperas de festivo y festivos de Navidad en los que los horarios también cambian y se reducen.
Pertenece a la concesión RMU-004 "Metropolitana Cartagena-Mar Menor", y es operada por ALSA (TUCARSA).
1. ↑  «La Comunidad adjudicará a Alsa, Orbitalia e Interbus las concesiones de autobuses de las áreas metropolitanas de Murcia y Cartagena». CARM.es. 16 de noviembre de 2021. Archivado desde el original el 6 de diciembre de 2021. Consultado el 22 de mayo de 2023.

## Horarios

### 1 septiembre - 31 julio
| Lunes a viernes laborables | Lunes a viernes laborables | Sábados laborables, domingos y festivos | Sábados laborables, domingos y festivos |
| Cartagena > La Unión       | La Unión > Cartagena       | Cartagena > La Unión                    | La Unión > Cartagena                    |
| 06:30                      | 07:00                      | 07:30                                   | 08:00                                   |
| 07:00                      | 07:30                      | 08:30                                   | 09:00                                   |
| 07:30                      | 08:00                      | 09:30                                   | 10:00                                   |
| 08:00                      | 08:30                      | 10:30                                   | 11:00                                   |
| 08:30                      | 09:00                      | 11:30                                   | 12:00                                   |
| 09:00                      | 09:30                      | 12:30                                   | 13:00                                   |
| 09:30                      | 10:00                      | 13:30                                   | 14:00                                   |
| 10:00                      | 10:30                      | 14:30                                   | 15:00                                   |
| 10:30                      | 11:00                      | 15:30                                   | 16:00                                   |
| 11:00                      | 11:30                      | 16:30                                   | 17:00                                   |
| 11:30                      | 12:00                      | 17:30                                   | 18:00                                   |
| 12:00                      | 12:30                      | 18:30                                   | 19:00                                   |
| 12:30                      | 13:00                      | 19:30                                   | 20:00                                   |
| 13:00                      | 13:30                      | 20:30                                   | 21:00                                   |
| 13:30                      | 14:00                      | 21:30                                   | 22:00                                   |
| 14:00                      | 14:30                      | 22:30                                   | 23:00                                   |
| 14:30                      | 15:00                      |                                         |                                         |
| 15:00                      | 15:30                      |                                         |                                         |
| 15:30                      | 16:00                      |                                         |                                         |
| 16:30                      | 17:00                      |                                         |                                         |
| 17:30                      | 18:00                      |                                         |                                         |
| 18:30                      | 19:00                      |                                         |                                         |
| 19:30                      | 20:00                      |                                         |                                         |
| 20:30                      | 21:00                      |                                         |                                         |
| 21:30                      | 22:00                      |                                         |                                         |
| 22:30                      | 23:00                      |                                         |                                         |

### 1 - 31 agosto
| Lunes a viernes laborables | Lunes a viernes laborables | Sábados laborables, domingos y festivos | Sábados laborables, domingos y festivos |
| Cartagena > La Unión       | La Unión > Cartagena       | Cartagena > La Unión                    | La Unión > Cartagena                    |
| 07:30                      | 08:00                      | 07:30                                   | 08:00                                   |
| 08:30                      | 09:00                      | 08:30                                   | 09:00                                   |
| 09:30                      | 10:00                      | 09:30                                   | 10:00                                   |
| 10:30                      | 11:00                      | 10:30                                   | 11:00                                   |
| 11:30                      | 12:00                      | 11:30                                   | 12:00                                   |
| 12:30                      | 13:00                      | 12:30                                   | 13:00                                   |
| 13:30                      | 14:00                      | 13:30                                   | 14:00                                   |
| 14:30                      | 15:00                      | 14:30                                   | 15:00                                   |
| 15:30                      | 16:00                      | 15:30                                   | 16:00                                   |
| 16:30                      | 17:00                      | 16:30                                   | 17:00                                   |
| 17:30                      | 18:00                      | 17:30                                   | 18:00                                   |
| 18:30                      | 19:00                      | 18:30                                   | 19:00                                   |
| 19:30                      | 20:00                      | 19:30                                   | 20:00                                   |
| 20:30                      | 21:00                      | 20:30                                   | 21:00                                   |
| 21:30                      | 22:00                      | 21:30                                   | 22:00                                   |
| 22:30                      | 23:00                      | 22:30                                   | 23:00                                   |

1. 1 2 3 4 5 6 7 8 9 10 11 12 13 14 15 16 17 18 19 20 21 22 23 24  Pasa por Alumbres.

## Recorrido y paradas

### Sentido La Unión
| Parada                                       | Común con                     | Conexiones con Cercanías |
| -------------------------------------------- | ----------------------------- | ------------------------ |
| Alfonso XIII - ONCE                          | 1 2 4 5 6 7 12 14 18 24       |                          |
| Alfonso XIII - Asamblea Regional (Frente)    | 1 2 4 5 6 7 12 14 18 24 30 41 |                          |
| Plaza de las Puertas de San José - San Diego | 1                             |                          |
| Media Legua                                  |                               | Media Legua              |
| Vista Alegre                                 | 43                            | Vista Alegre             |
| Abrevadero                                   |                               | Abrevadero               |
| Alumbres - Transformador                     |                               |                          |
| Alumbres - Bar Las Planchas                  |                               |                          |
| Alumbres - La Plaza                          |                               |                          |
| Alumbres                                     |                               | Alumbres                 |
| Los Partidarios                              |                               |                          |
| La Esperanza                                 | 42B                           |                          |
| Mayor (Par) - El Punto                       | 42B                           |                          |
| Mayor (Par) - Ayuntamiento                   | 42B                           |                          |
| Mayor - Plaza Joaquín Costa                  | 42B                           |                          |
| Espartero (Impar) - Casas del Sindicato      | 42B                           |                          |
| Calle Real                                   | 21 42B 42C 43                 |                          |

### Sentido Cartagena
| Parada                                            | Común con                  | Conexiones con Cercanías |
| ------------------------------------------------- | -------------------------- | ------------------------ |
| Calle Real                                        | 21 42B 42C 43              |                          |
| Carrera de Irún - Polideportivo                   | 42B                        |                          |
| Carrera de Irún - Cassola                         | 42B                        |                          |
| Mayor (Impar) - El Punto                          | 42B                        |                          |
| Tanatorio                                         | 42B                        | La Esperanza             |
| La Esperanza                                      | 42B                        |                          |
| Los Partidarios                                   |                            |                          |
| Alumbres                                          |                            | Alumbres                 |
| Alumbres - Transformador                          |                            |                          |
| Alumbres - Bar Las Planchas                       |                            |                          |
| Alumbres - La Plaza                               |                            |                          |
| Abrevadero                                        |                            | Abrevadero               |
| Vista Alegre                                      | 43                         | Vista Alegre             |
| Media Legua                                       |                            | Media Legua              |
| Plaza de las Puertas de San José - Ciudad de Orán |                            |                          |
| Alfonso XIII - Asamblea Regional                  | 1 2 4 5 6 7 12 14 18 24 41 |                          |
| Alfonso XIII - ONCE (Frente)                      | 1 2 4 5 6 7 12 14 18 24    |                          |